# Gryllacrididae
Gryllacrididae zijn een familie van rechtvleugelige insecten die behoren tot de onderorde Ensifera. De familie werd voor het eerst wetenschappelijk gepubliceerd door Blanchard in 1845.

## Taxonomie
De volgende taxa zijn bij de familie ingedeeld:
- Geslacht Triaenogryllacris Karny, 1937
- Onderfamilie Gryllacridinae Blanchard, 1845
  - = Gryllacrinae Blanchard, 1845
  - = Gryllarcidinae Blanchard, 1845
  - Tribus Ametrini Cadena-Castañeda, 2019
  - Tribus Ametroidini Cadena-Castañeda, 2019
  - Tribus Eremini Cadena-Castañeda, 2019
  - Tribus Gryllacridini Blanchard, 1845
  - Tribus Progryllacridini Cadena-Castañeda, 2019
    - Geslachtengroep Triaenogryllacrae Cadena-Castañeda, 2019
    - Geslacht Niphetogryllacris Karny, 1937
    - Geslacht  † Plesiolarnaca Gorochov, 2010
- Onderfamilie Hyperbaeninae Cadena-Castañeda, 2019
  - Tribus Asarcogryllacridini Cadena-Castañeda, 2019
  - Tribus Capnogryllacridini Cadena-Castañeda, 2019
  - Tribus Hyperbaenini Cadena-Castañeda, 2019
  - Tribus Paragryllacridini Cadena-Castañeda, 2019
  - Tribus Phryganogryllacridini Cadena-Castañeda, 2019
- Geslacht Dasylistroscelis Mello-Leitão, 1940
  - Dasylistroscelis neivai Mello-Leitão, 1940
- Geslacht  † Pseudogryllacris Handlirsch, 1906
  -  † Pseudogryllacris propinqua (Deichmüller, 1886)
- Geslacht  † Xenogryllacris Riek, 1955
  -  † Xenogryllacris reductus Riek, 1955